# U-263
| U-264                      | U-264                                                          | U-264                                                          |
| -------------------------- | -------------------------------------------------------------- | -------------------------------------------------------------- |
|                            |                                                                |                                                                |
|                            |                                                                |                                                                |
|                            |                                                                |                                                                |
| Під прапором               | Третій рейх                                                    | Третій рейх                                                    |
| Спуск на воду              | 18 березня 1942 року                                           | 18 березня 1942 року                                           |
| Виведений зі складу флоту  | 20 січня 1944 року                                             | 20 січня 1944 року                                             |
| Сучасний статус            | затонув внаслідок аварії                                       | затонув внаслідок аварії                                       |
| Проєкт                     |                                                                |                                                                |
| Тип ПЧ                     | Торпедний ДПЧ                                                  | Торпедний ДПЧ                                                  |
| Основні характеристики     |                                                                |                                                                |
| Швидкість (надводна)       | 17,7 вузла                                                     | 17,7 вузла                                                     |
| Швидкість (підводна)       | 7,6 вузла                                                      | 7,6 вузла                                                      |
| Робоча глибина занурення   | 100 м                                                          | 100 м                                                          |
| Гранична глибина занурення | 220 м                                                          | 220 м                                                          |
| Екіпаж                     | 44 особи                                                       | 44 особи                                                       |
| Розміри                    |                                                                |                                                                |
| Довжина найбільша (по КВЛ) | 67,1 м                                                         | 67,1 м                                                         |
| Ширина корпусу найб.       | 6,2 м                                                          | 6,2 м                                                          |
| Висота                     | 9,6 м                                                          | 9,6 м                                                          |
| Середня осадка (по КВЛ)    | 4,70 м                                                         | 4,70 м                                                         |
| Водотоннажність надводна   | 769 т                                                          | 769 т                                                          |
| Озброєння                  |                                                                |                                                                |
| Артилерія                  | одна палубна гармата калібру 88-мм, одна 20-мм зенітна гармата | одна палубна гармата калібру 88-мм, одна 20-мм зенітна гармата |
| Торпедно- мінне озброєння  | 4 носових і один кормовий ТА. 14 торпед або 26 мін             | 4 носових і один кормовий ТА. 14 торпед або 26 мін             |

U-263 — німецький підводний човен типу VIIC, часів  Другої світової війни.
Замовлення на будівництво човна було віддане 15 серпня 1940 року. Човен був закладений на верфі суднобудівної компанії «Bremer Vulkan-Vegesacker Werft» у місті Бремен-Вегесак 8 червня 1941 року під заводським номером 28, спущений на воду 18 березня 1942 року, 6 травня 1942 року під командуванням капітан-лейтенанта Курта Нельке увійшов до складу 8-ї флотилії. Також під час служби входив до складу 1-ї флотилії. Човен зробив 2 бойових походи, в яких потопив 2 судна (загальна водотоннажність 12 376 брт). Під час першого походу 24 листопада 1942 року човен був сильно пошкоджений під час авіанальоту і після повернення з походу 29 листопада став на ремонт, який тривав рік.
Затонув 20 січня 1944 року в Біскайській затоці південно-західніше Ла-Рошелі (45°40′ пн. ш. 03°00′ зх. д. / 45.667° пн. ш. 3.000° зх. д.) внаслідок аварії паливного баку під час занурення. Весь екіпаж у складі 51 особи загинув.

## Потоплені та пошкоджені кораблі[3]
| Назва        | Тип            | Належність      | Дата              | Тоннаж (БРТ) | Вантаж                    | Статус    | Місце                                                       |
| Grandeperk   | вантажне судно | Велика Британія | 20 листопада 1942 | 5 132        | 2 000 т державних запасів | потоплено | 35°55′ пн. ш. 10°14′ зх. д. / 35.917° пн. ш. 10.233° зх. д. |
| Prins Harald | вантажне судно | Норвегія        | 20 листопада 1942 | 7 244        | Військові матеріали       | потоплено | 35°55′ пн. ш. 10°14′ зх. д. / 35.917° пн. ш. 10.233° зх. д. |